# Междузвездни войни: Войните на клонираните (филм)
Вижте пояснителната страница за други значения на Междузвездни войни: Войните на клонираните.
„Междузвездни войни: Войните на клонираните“ (на английски: Star Wars: The Clone Wars) е компютърно анимиран научнофантастичен филм, продължаващ приключенията във вселената на Междузвездни войни. Развива се между „Междузвездни войни: Епизод II - Клонираните атакуват“ и „Междузвездни войни: Епизод III - Отмъщението на ситите“.
В този сезон се провеждат и Войните на клонираните

## „Междузвездни войни: Войните на клонираните“ в България
В България филмът е дублиран на 10 декември 2009 г. и е излъчен по bTV Cinema на 10 април 2010 г. от 20:00. Заглавието е преведено като „Междузвездни войни: Войната на клонингите“. Ролите се озучават от артистите Здрава Каменова, Десислава Знаменова, Димитър Иванчев, Христо Чешмеджиев, Тодор Николов, Камен Асенов и Здравко Методиев.
През 2020 г. е излъчен и по HBO. Дублажът е на студио Доли. Ролите се озвучават от артистите Мина Костова, Светломир Радев, Иван Велчев, Петър Бонев и Русен Русев.